# Aston Martin DB2
Der Aston Martin DB2 ist ein Sportwagen des britischen Automobilherstellers Aston Martin. Angeboten wurde der DB2 von 1950 bis 1953 und war anfangs als Coupé, später auch als Cabriolet erhältlich, das 25 % der Gesamtproduktion ausmachte.

## Fahrzeugcharakteristika
Der DB2 war gegenüber seinem Vorgänger, dem 2-Litre Sports, ein großer Fortschritt, da er einen 2,6-Liter-6-Zylinder-DOHC-Motor anstatt der vorher eingesetzten 4-Zylinder-OHV-Maschine besaß. Der DB2 war auf der Rennstrecke sehr erfolgreich und sicherte den künftigen Erfolg für David Browns Unternehmen.

## Entwicklung

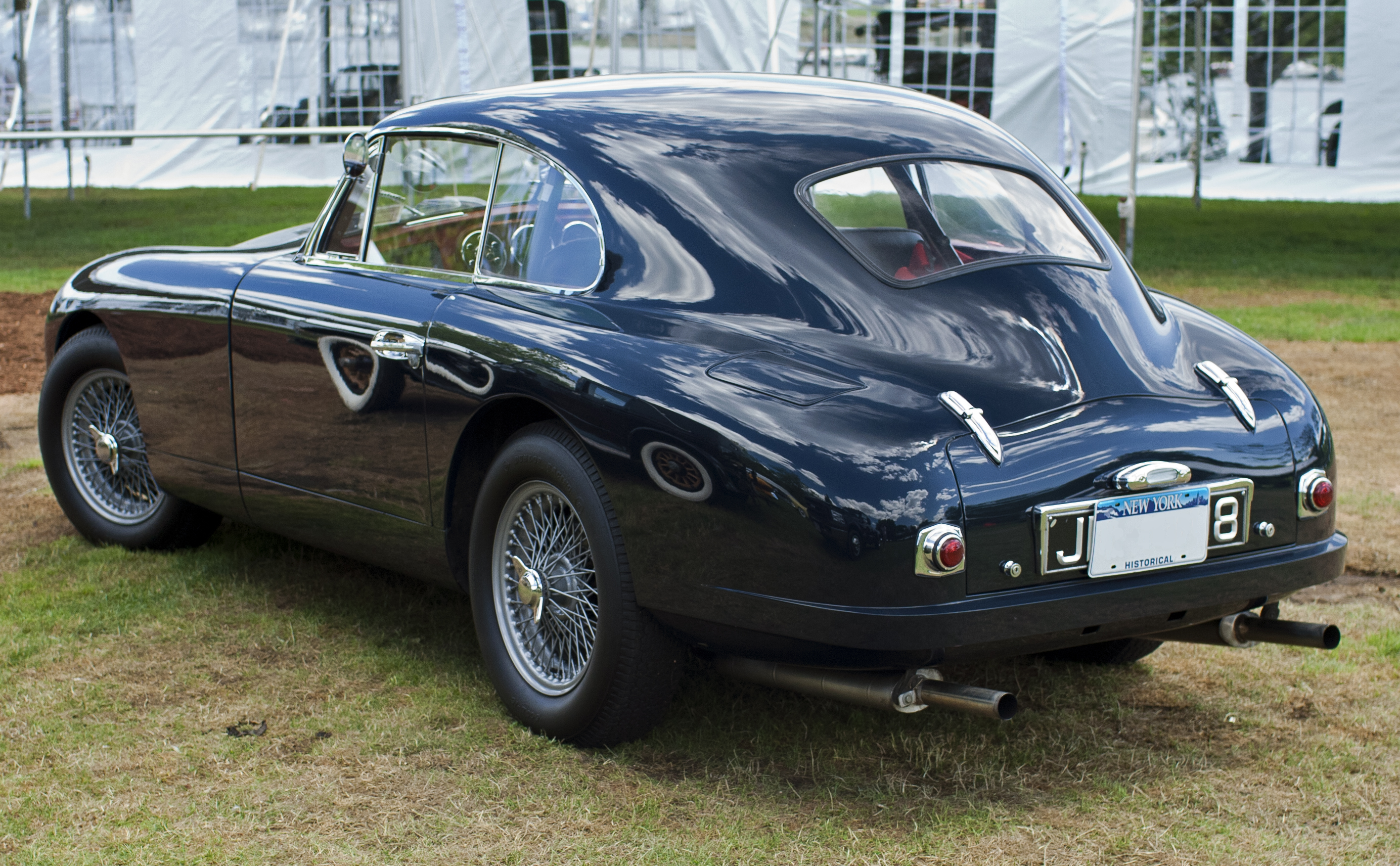
Heckansicht

Der Prototyp des DB2 erschien als einer von drei Aston Martins bei den 24 Stunden von Le Mans 1949. Sie waren als VMF 63, VMF 64 und VMF 65 gekennzeichnet. Das Auto war auf Claude Hills Rohrrahmenfahrgestell des 2-Litre Sports aufgebaut und hatte eine von Frank Freeley konstruierte Coupé-Karosserie.
Der Reihensechszylinder kam von Lagonda, einer Firma, die David Brown zu diesem Zwecke kaufte. Der Motor war ursprünglich von Walter Owen Bentley, Namensgeber der Bentley Automobile, und Ingenieur Willie Wilson konstruiert worden. Die Karosserie des DB2 lieferte Mulliners of Birmingham.
Das Serienmodell des DB2 wurde erstmals auf der New York Auto Show im April 1950 gezeigt. Obwohl die Nachfrage groß war, waren die Exemplare 2 bis 4 dem Einsatz bei den 24 Stunden von Le Mans 1950 vorbehalten. Die Wagen belegten die ersten beiden Plätze und wurden 1951 erneut eingesetzt. Der Erfolg brachte David Browns aufsteigender Firma Ruhm und überzeugte ihr Management, eine Reihe speziell für den Renneinsatz konstruierter Fahrzeuge, beginnend mit dem DB3, zu bauen.

## Produktion
411 DB2 wurden von ihrer Vorstellung 1950 bis 1953 gebaut. Die ersten 49 Exemplare hatten einen dreiteiligen Kühlergrill vorne und große rechteckige Lufteinlässe an den Seiten. Unter diesen ersten 49 Exemplare waren zwei Vantage. Der erste je produzierte Vantage war LML 50/21, der an den bekannten amerikanischen Rennfahrer Briggs Cunningham ausgeliefert wurde. Bald wurde diese Ausführung durch den bekannteren, abgerundeten Aston-Martin-Grill mit waagerechten Stäben ersetzt. Die drei Rennwagen wurden entsprechend umgebaut, um das neue Firmengesicht zu zeigen.
Der Wagen war als geschlossenes Coupé mit einer kleinen, oben angeschlagenen Heckklappe zur Unterbringung des Reserverades ausgelegt. Raum für das Gepäck gab es hinter den Vordersitzen, zugänglich über den Innenraum, wie bei der späteren Corvette C1. Die große Motorhaube war vorne angeschlagen.
Im Spätjahr 1950 wurde eine Cabriolet-Version eingeführt, von der mindestens 102 Stück hergestellt wurden.
Im Januar 1951 wurde optional ein Motor mit größeren Vergasern als erster Aston Martin Vantage angeboten. Bei dieser Version hatte der Motor mit 125 bhp (92 kW) mehr Leistung. Das Wort Vantage wurde von einem Mitarbeiter von Aston Martin gefunden, der in einem Thesaurus nach einem passenden Wort für eine leistungsstärkere Version suchte. In der gleichen Tradition wurden später die Wörter Volante für die Cabrioversionen und Virage für Modellserien in den 90er Jahren und in den 2010ern gefunden.

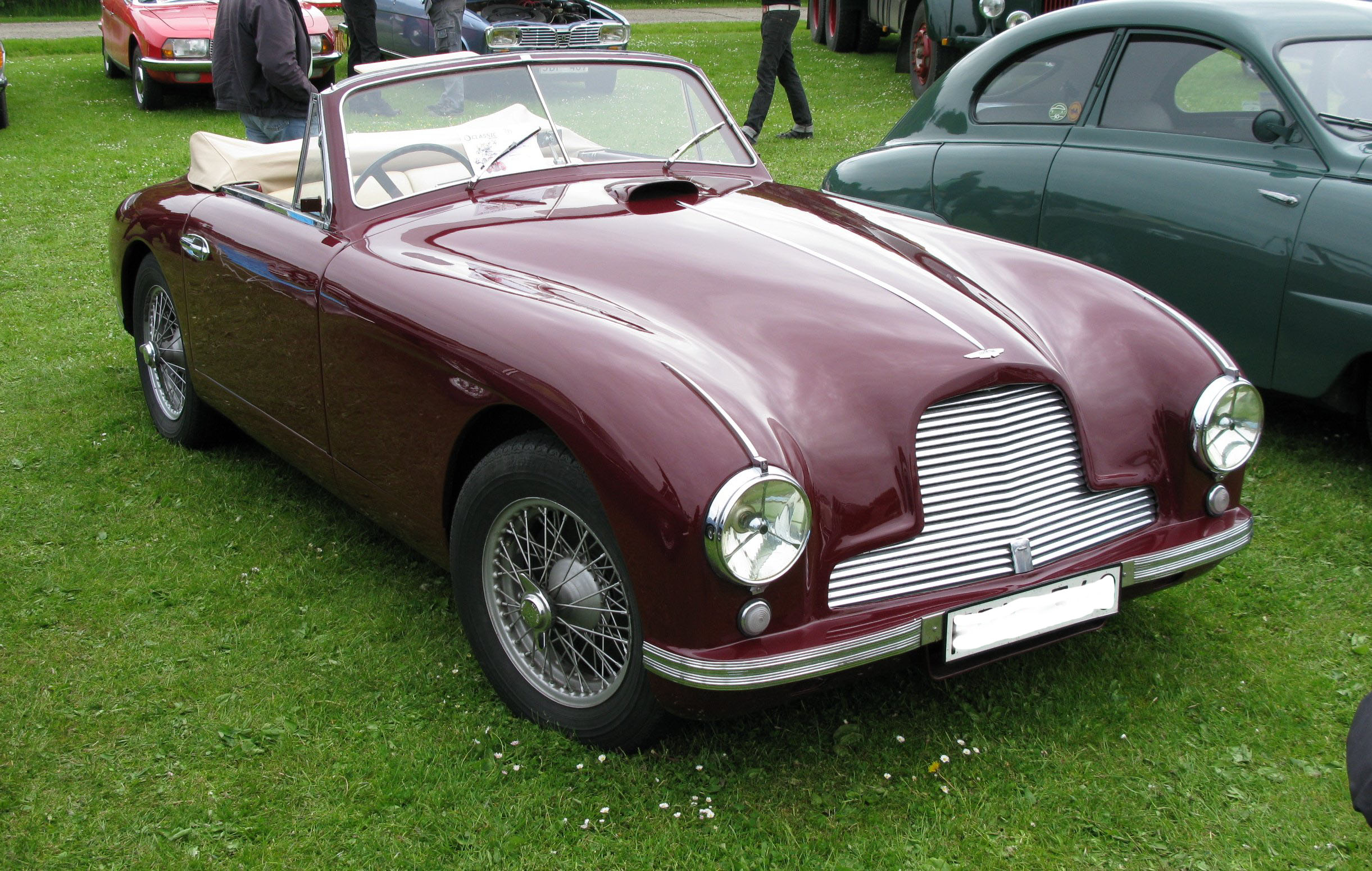
Aston Martin DB2 Cabriolet (1950–1953)
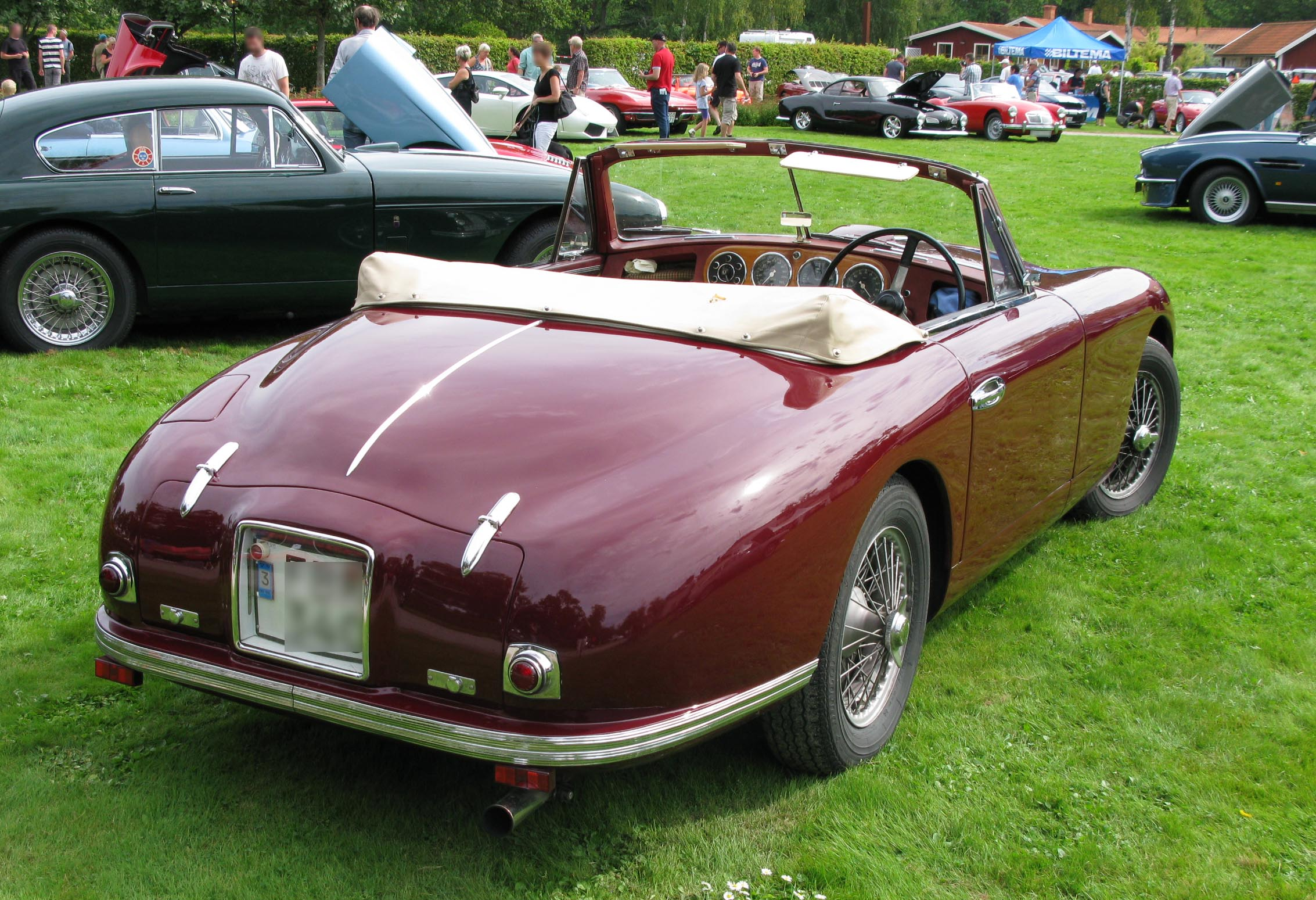
Heckansicht
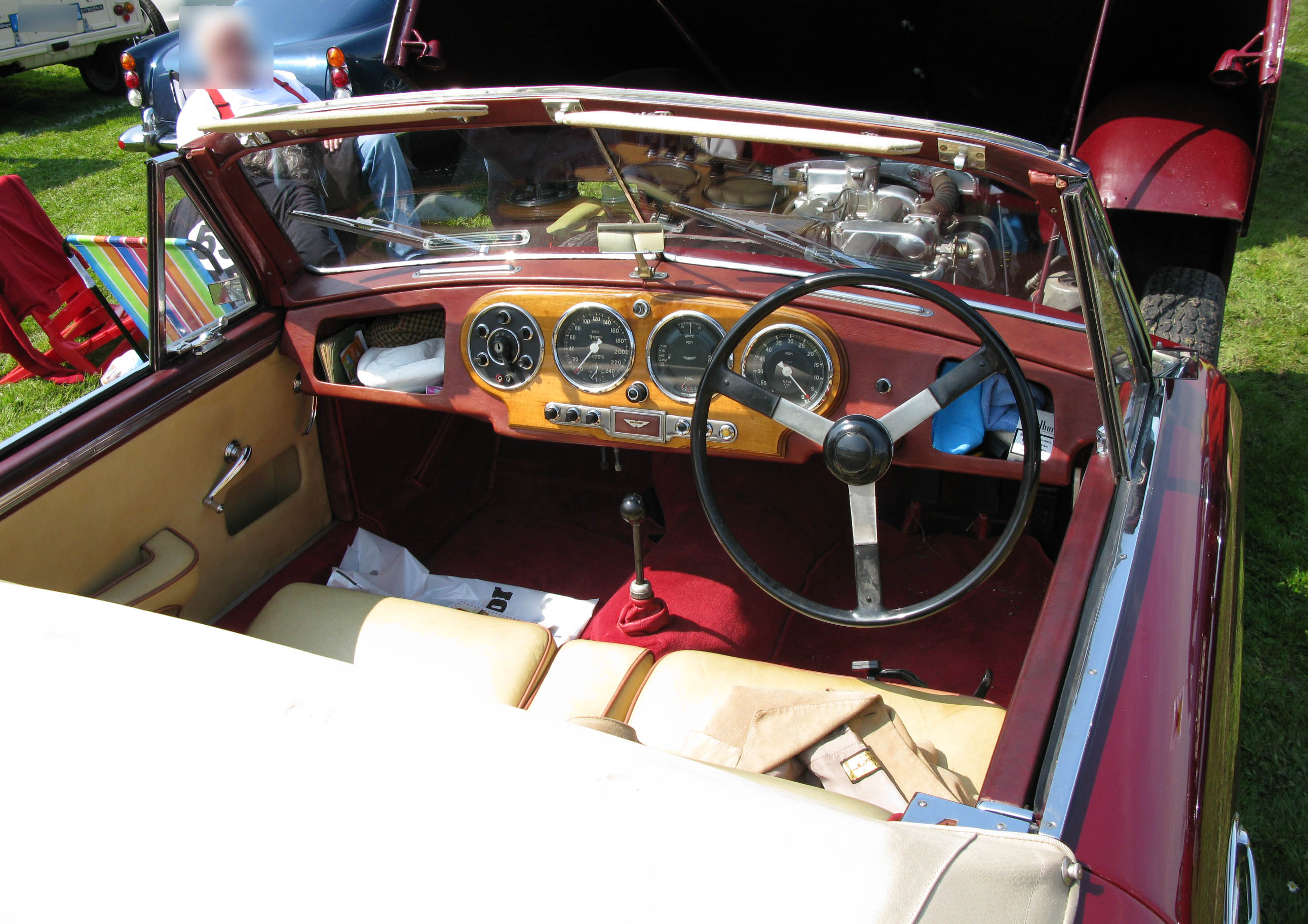
Interieur